# Archaeoceratops
Archaeoceratops, có nghĩa là "khủng long mặt sừng cổ đại", là một chi thuộc họ khủng long neoceratopsian xuất hiện từ kỷ Creta sớm (tầng Apt) thuộc khu vực nay là phía bắc miền trung Trung Quốc. Nó là một loài động vật đi bằng hai chân, và khá nhỏ (chiều dài khoảng 1 mét) với một cái đầu tương đối lớn so với cơ thể. Không giống như nhiều loài khủng long ceratopsia sau này, nó không có sừng, chỉ sở hữu một diềm xương nhô ra từ phía sau đầu.

## Quá trình khám phá và các loài

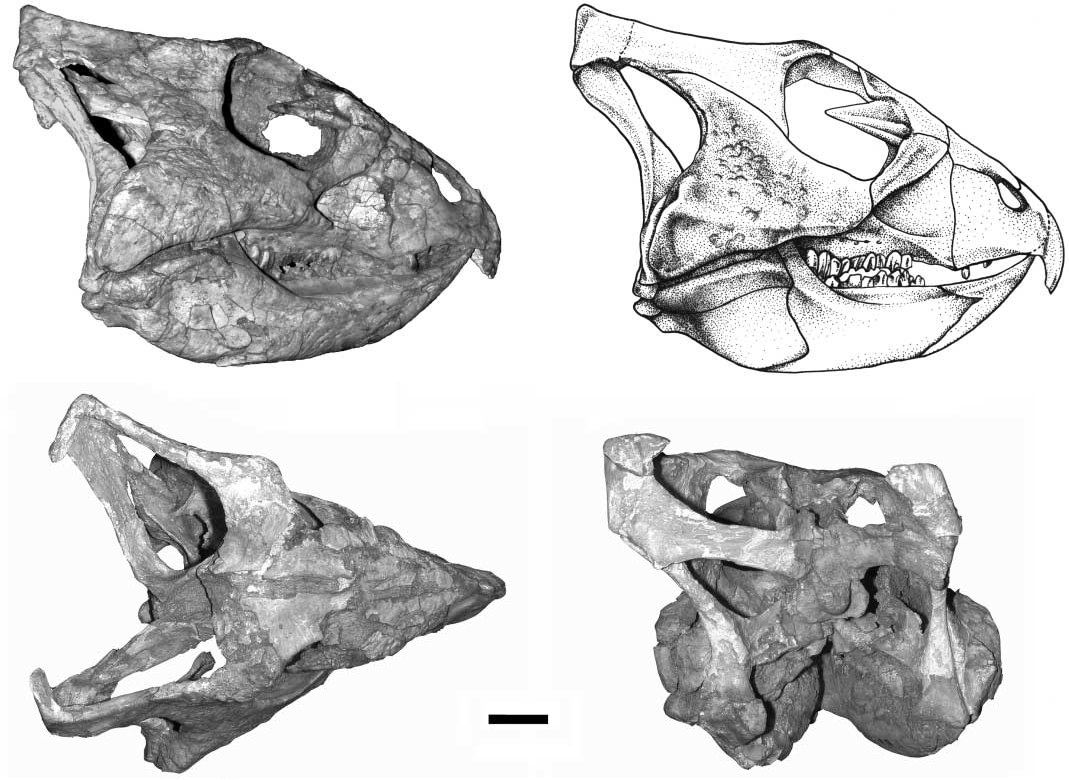
Mẫu sọ A. oshimai.

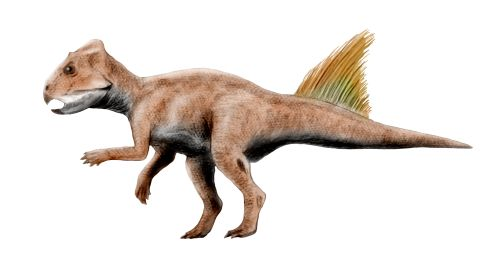
A. yujingziensis.

Hai mẫu vật đã được tìm thấy ở lớp đá trầm tích xám thuộc thành hệ Tân Dân (Xinminbao Group), bồn địa Gongpoquan, thuộc khu vực núi Mã Tùng (Mazong Shan),tỉnh Cam Túc Trung Quốc. Loài điển hình , A. oshimai, được đặt tên bởi Dong Zhiming và Azuma vào năm 1997. Nó là loài đầu tiên thuộc họ  neoceratopsian được tìm thấy trong khu vực này.
Mẫu vật điển hình, IVPP V11114, là một bộ xương khá đầy đủbao gồm sọ, đốt sống đuôi, khung xương chậu và gần hết của một chân sau. Mẫu vật phụ (paratype), IVPP V11115, bao gồm một bộ xương không đầy đủ với xương đuôi tương đối nguyên vẹn, một phần chi sau và một bàn chân khá đầy đủ. Nó có kích thước tương đối nhỏ so với Mẫu gốc.

## Phân loài
Archaeoceratops thuộc về nhóm khủng long Ceratopsia (tiếng Hy Lạp nghĩa là "mặt sừng"), là một nhóm các khủng long ăn thực vật với cái mỏ giống như vẹt, phát triển thịnh vượng ở cả Châu Á và Châu Mỹ trong kỷ Phấn trắng. Trong năm 1997 Dong và Azuma đã đưa nó vào một họ mới, Archaeoceratopsidae.

## Chế độ ăn uống
Archaeoceratops, như tất cả các loài khủng long ceratopsia, là một loài ăn thực vật. Trong kỷ Phấn Trắng, thực vật có hoa "bị giới hạn về mặt địa lý" và vì vậy có khả năng là loài khủng long này ăn các loài thực vật chiếm đang ưu thế lúc đó như: cây dương xỉ, mè và cây lá kim. Nó có lẽ đã sử dụng cái mỏ sắc để cắn lá cây hoặc lá kim và nghiền nhỏ rồi nuốt.